# Elias Siegesmund Reinhard

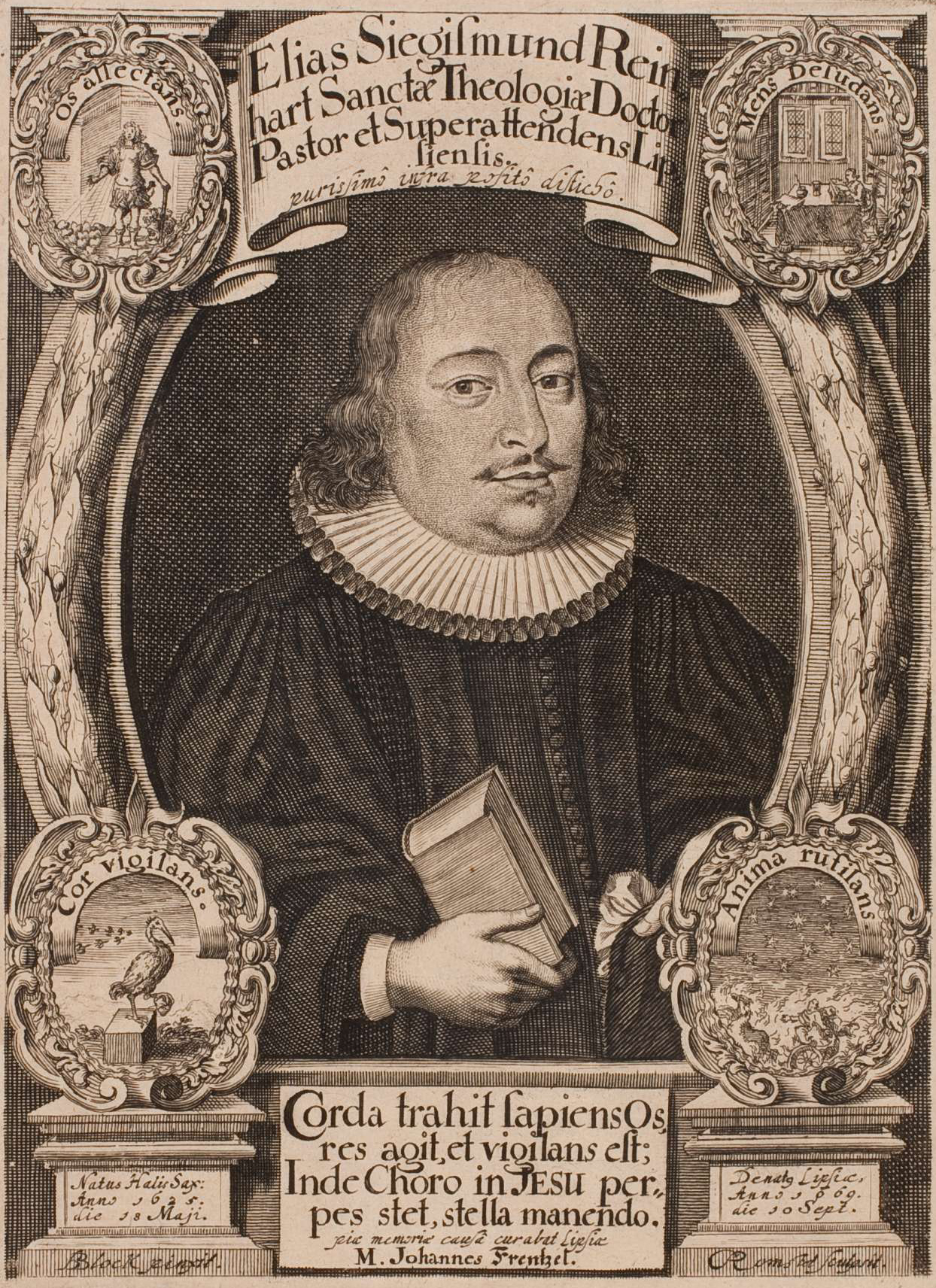
Elias Sigismund Reinhard, Kupferstich von Christian Romstet nach einem Gemälde von Benjamin von Block

Elias Siegesmund Reinhard (auch: Elias Sigismund Reinhart; * 18. Mai 1625 in Halle (Saale); † 10. September 1669 in Leipzig) war ein deutscher lutherischer Theologe.

## Leben
Der Sohn des aus Freiberg in Sachsen stammenden Elias Reinhard († 23. Februar 1652 in Ketzin) und seiner Frau Dorothea Görlitz bezog das Gymnasium seiner Heimatstadt unter dem Rektorat von Christian Gueintz. 1636 wechselte er auf das Gymnasium in Danzig, wo er unter dem Rektorat von Johann Botsack die Hochschulreife erlangte.
Er entschied sich für die Universität Wittenberg und fand bei Johann Hülsemann Aufnahme in sein Haus. Vier Jahre lang besuchte er die philosophischen Vorlesungen bei Johann Sperling, Nikolaus Pompejus, Johann Erich Ostermann und August Buchner; daneben auch die theologischen Vorlesungen bei Hülsemann, Jakob Martini, Wilhelm Leyser I. und Paul Röber. 1645 wechselte er auf die Universität Rostock, wo er im Hause von Johannes Cothmann aufgenommen wurde und dessen Vorlesungen mit besonderer Vorliebe besuchte.
1646 erwarb er sich den akademischen Grad eines Magisters, hielt philosophische Vorlesungen und befasste sich mit der Theologie. Dazu hielt er Predigten, wurde am 6. Dezember 1649 als Prediger nach Berlin berufen, erwarb sich am 13. November 1650 in Rostock den Grad eines Lizentiaten der Theologie und wurde in Berlin Hofprediger und Beichtvater der Herzogin Anna Sophia von Braunschweig-Schöningen. Beim Berliner Religionsgespräch 1662/63 war er Wortführer der Lutheraner. Da er das Toleranzedikt von 1664 zugunsten der Reformierten nicht akzeptierte, wurde er 1665 aus seinem Dienstverhältnis entlassen. Am 14. August desselben Jahres ging er als Pastor an die Leipziger St.-Nikolai-Kirche.
An der Universität Leipzig promovierte er am 24. April 1666 zum Doktor der Theologie, wurde Senior der sächsischen Landsmannschaft und avancierte am 24. April 1667 zum Rektor der Leipziger Hochschule. Noch im gleichen Jahr übernahm er nach dem Tod von Samuel Lange die Leipziger Superintendentur, wurde damit Inspektor der Kirchen und Schulen in Leipzig, dritter Professor an der theologischen Fakultät der Leipziger Universität und Assessor am geistlichen Konsistorium. Die Einführung fand am 20. Mai 1668 durch Martin Geier statt. Wenig später verstarb er an Geschwülsten, die seinen Körper zerfressen hatten. Er starb 5 Uhr morgens im Schlaf und wurde am 19. September 1669 in Leipzig begraben.

## Familie
Am 2. Dezember 1650 heiratete er Elisabeth († 27. Juni 1667), die Tochter des brandenburgischen Amtsschössers in Zossen, Joachim Schröder. Aus dieser Ehe stammten zwei Söhne und drei Töchter:
- Ursula Dorothea Reinhard
- Sophia Elisabeth Reinhard
- Johanna Elisabeth Reinhard
- Friedrich Siegesmund Reinhard
- Wilhelm Siegesmund Reinhard

Seine zweite Ehe ging er am 14. Juli 1668 in Wittenberg mit Elisabeth, der Tochter des Handelsmanns in Berlin, Jacob am Ende, ein. Die Ehe blieb kinderlos.

## Werkauswahl
Neben Leichenpredigten und seinen akademischen Disputationen verfasste er:
- Bericht von den Religionssachen in der Chur und Mark Brandenburg. Berlin 1667
- Valetgruß an seine hinterlassene Zuhörer und gute Freunde in Berlin. Leipzig 1667
- Bericht wider Lic. Frommens Unwahrheit. Leipzig 1669
- Antwort auf der Post an Matth. Tannern in Prag. Leipzig 1669